# Richard Chanlaire
Richard Chanlaire (Paris, 14 avril 1896 - Levallois-Perret, 21 mars 1973) est un peintre français et un des amants du compositeur Francis Poulenc.

## Biographie
Richard Chanlaire expose au salon de la Société nationale des beaux-arts le 16 mai 1928.

En mai 1929, il rencontre le compositeur Francis Poulenc avec qui il vit une histoire d'amour. Francis Poulenc lui dédie le Concert champêtre de 1928. Dans la lettre qu'il lui écrit le 10 mai 1929 pour lui dédier le concerto, il déclare : 

« Je te l'offre aujourd'hui parce que tu es l'être au monde que je chéris le plus. Tu as changé ma vie, tu es le soleil de mes 30 ans, ma raison de vivre et de travailler. […] mon ami bien aimé je me blottis dans tes bras, la tête contre ton cœur […] »

Ils passent une partie de l'année dans le village de Tourrettes-sur-Loup. Ils se séparent en 1931 mais restent proches tout le long de la vie de Poulenc.En 1940, Poulenc dédie une des mélodies de Banalités à Suzette, la belle-sœur de Richard Chanlaire.
Richard Chanlaire se spécialise dans la peinture sur tissus (châles, paravents), et réalise aussi des miroirs colorés. Ses réalisations intéressent le couturier Pierre Balmain qui lui passe commande, suivi par Christian Dior, Jacques Fath et Germaine Lecomte.